# Max Steel vs La Legión Tóxica
Max Steel vs La Legión Tóxica (Max Steel vs The Toxic Legion en inglés) es una película estadounidense de Acción, Superhéroe del 2010 de la compañía de Mattel y producida por Rainmaker Entertainment Productions.

## Trama
Por primera vez, Max Steel se enfrentará a sus tres más grandes enemigos: Elementor, Extroyer y Toxzon.
La Película empieza cuando Max Steel y Cytro están implantando explosivos en un cometa a punto de estrellarse con Brasil, mientras que implantan la quinta bomba Cytro descubre una obstrucción de Morphosos, lo que enoja a Max con Ferrus al no revelarle que se encontraban en el cometa Morphosos, entonces a Max se le ocurre una idea desobedeciendo las órdenes de Ferrus perdiendo el encuentro con el jet de transporte, la idea de Max funciona y el cometa se estrella en la luna, enfureciendo mucho a Ferrus ya que casi destruye la base lunar de N-TEK mientras que al mismo tiempo los temblores causados por el impacto liberan a Elementor que se encontraba ahí, por mientras Ferrus detecta una señal de vida dentro del cometa, Max y Cytro investigan en el y se encuentran con Troy Winter en vez de extroyer ya que al parecer el cometa purificó la mayor parte de los Morphosos de su cuerpo, mientras que el cometa es recuperado Elementor escapa de su prisión e intenta alcanzar el cometa después de la batalla en la que Elementor es derrotado y devuelto a la tierra con el cometa, durante el viaje Troy escapa del cometa y ataca a agentes de N-TEK creyendo que quieren lastimarlo a él y a Max, después de arreglar el malentendido ellos llegan a la tierra y Max intenta convencer a Ferrus de que Troy ha cambiado.